# Dąb Rudziszki
Dąb Rudziszki nazywany też Maćkiem (ok. 1300(?) – ok. 1969) – dąb, który rósł we wsi Rudziszki koło Węgorzewa do końca lat 60. XX wieku.
Dąb rósł w parku dworskim w Rudziszkach. Obwód pnia wynosił prawdopodobnie ok. 9 m. Podawany czasem jego wiek jako liczący ok. 900–950 lat nie był potwierdzony metodami naukowymi i prawdopodobnie był zawyżony. Według doniesienia czasopisma „Las Polski” z 2011 roku, do tego czasu zachowały się szczątki okazałego pnia.